# Monchel-sur-Canche
Monchel-sur-Canche é uma comuna francesa na região administrativa de Altos da França, no departamento de Pas-de-Calais. Estende-se por uma área de 5,06 km². Em 2010 a comuna tinha 87 habitantes (densidade: 17,2 hab./km²).